# Ahmed Mahmoud
Ahmed Mahmoud (en árabe: أحمد محمود) es un futbolista emiratí. Actualmente juega como portero para el Baniyas.